# Michael Smith (Bischof)

Bischofswappen von Michael Smith

Michael Smith (* 6. Juni 1940 in Oldcastle, County Meath) ist ein irischer Geistlicher und emeritierter römisch-katholischer Bischof von Meath.

## Leben
Smith studierte Katholische Theologie und Philosophie am Päpstlichen Irischen Kolleg in Rom. Er empfing am 9. März 1963 die Priesterweihe für das Bistum Meath. In Rom promovierte er zum Doktor des Kirchenrechts. Nach seiner Rückkehr aus Italien war er in der Kirchengemeinde Mullingar tätig.
Am 17. November 1983 wurde Smith von Papst Johannes Paul II. zum Weihbischof im Bistum Meath und zum Titularbischof von Leges ernannt. Die Bischofsweihe spendete ihm der Erzbischof von Armagh, Tomás Séamus Kardinal Ó Fiaich, am 29. Januar des folgenden Jahres. Mitkonsekratoren waren der Apostolische Nuntius in Irland, Erzbischof Gaetano Alibrandi, und der Bischof von Down und Connor, Cahal Daly.
Am 13. Oktober 1988 wurde Smith zum Koadjutor des Bischofs von Meath ernannt und folgte Bischof John McCormack am 16. Mai 1990 mit dessen altersbedingtem Rücktritt als Bischof von Meath nach.
Papst Franziskus nahm am 18. Juni 2018 seinen altersbedingten Rücktritt an.
Michael Smith ist Großoffizier des Ritterorden vom Heiligen Grab zu Jerusalem.